# Lista finalistów American Idol

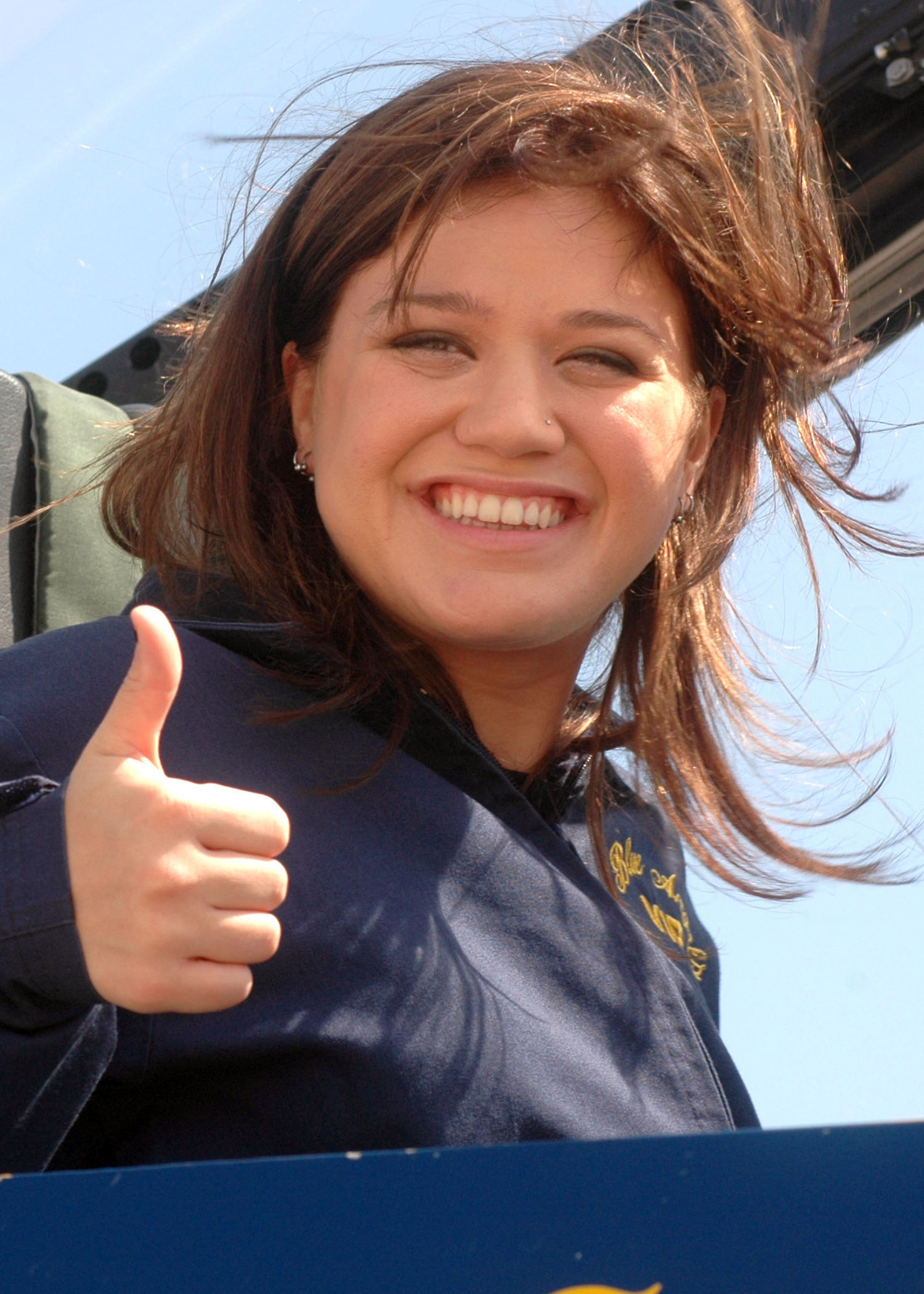
Kelly Clarkson – zwycięzca pierwszego sezonu

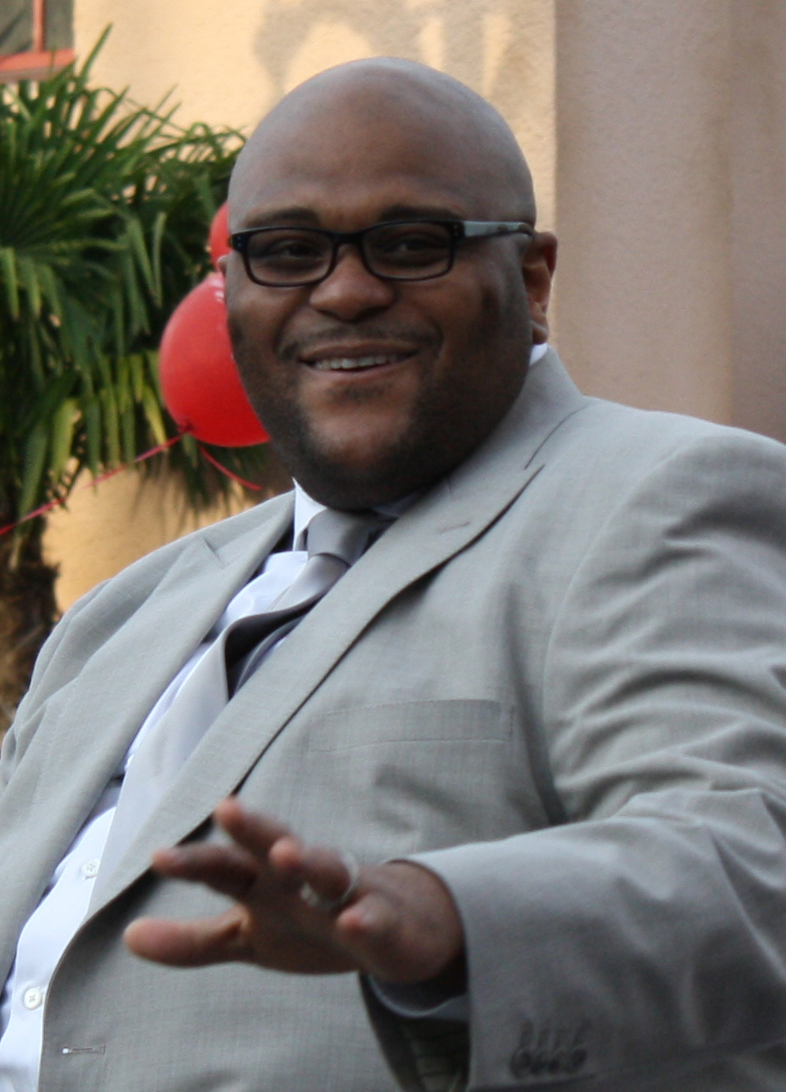
Ruben Studdard – zwycięzca drugiego sezonu

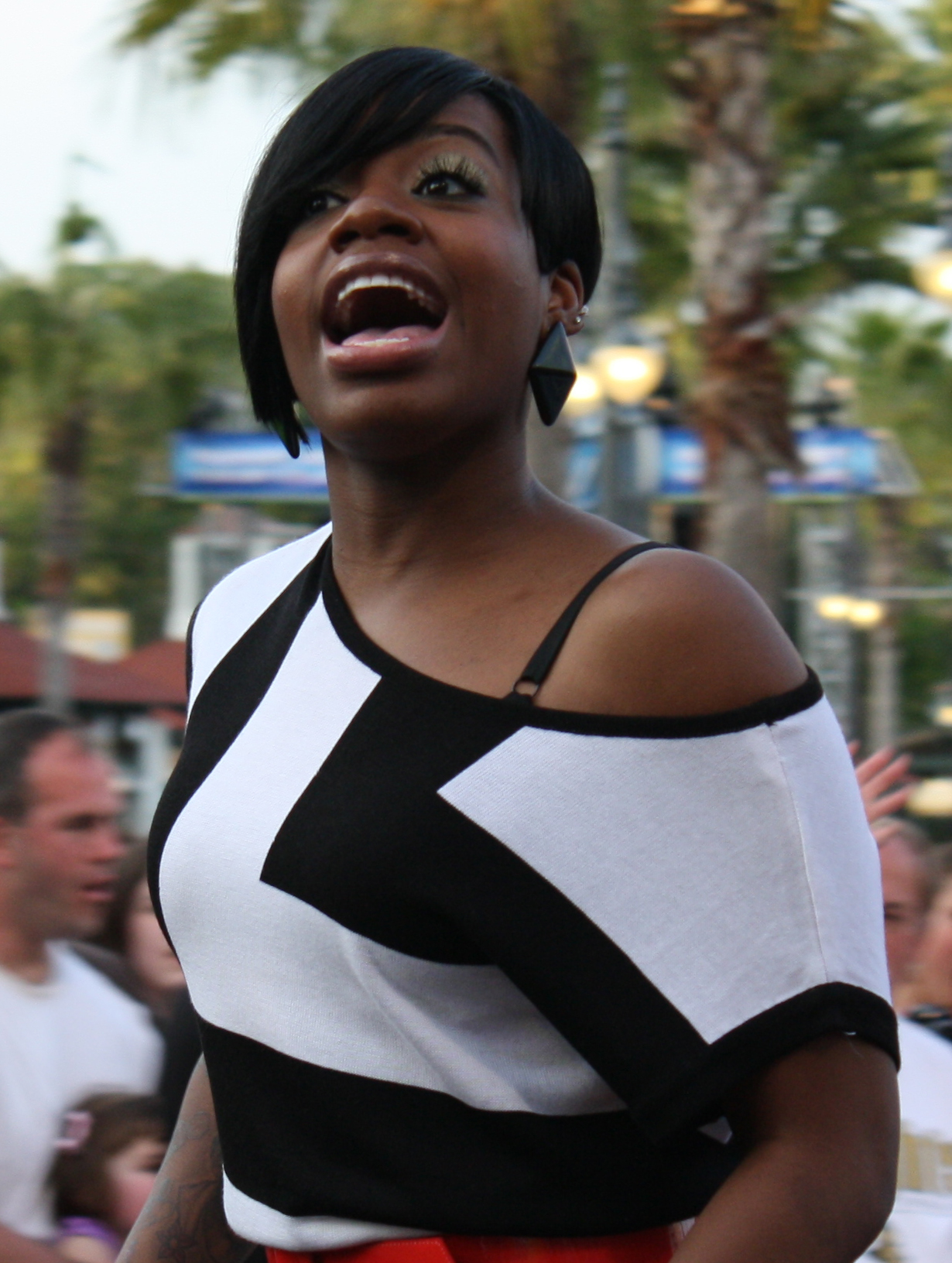
Fantasia Barrino – zwycięzca trzeciego sezonu

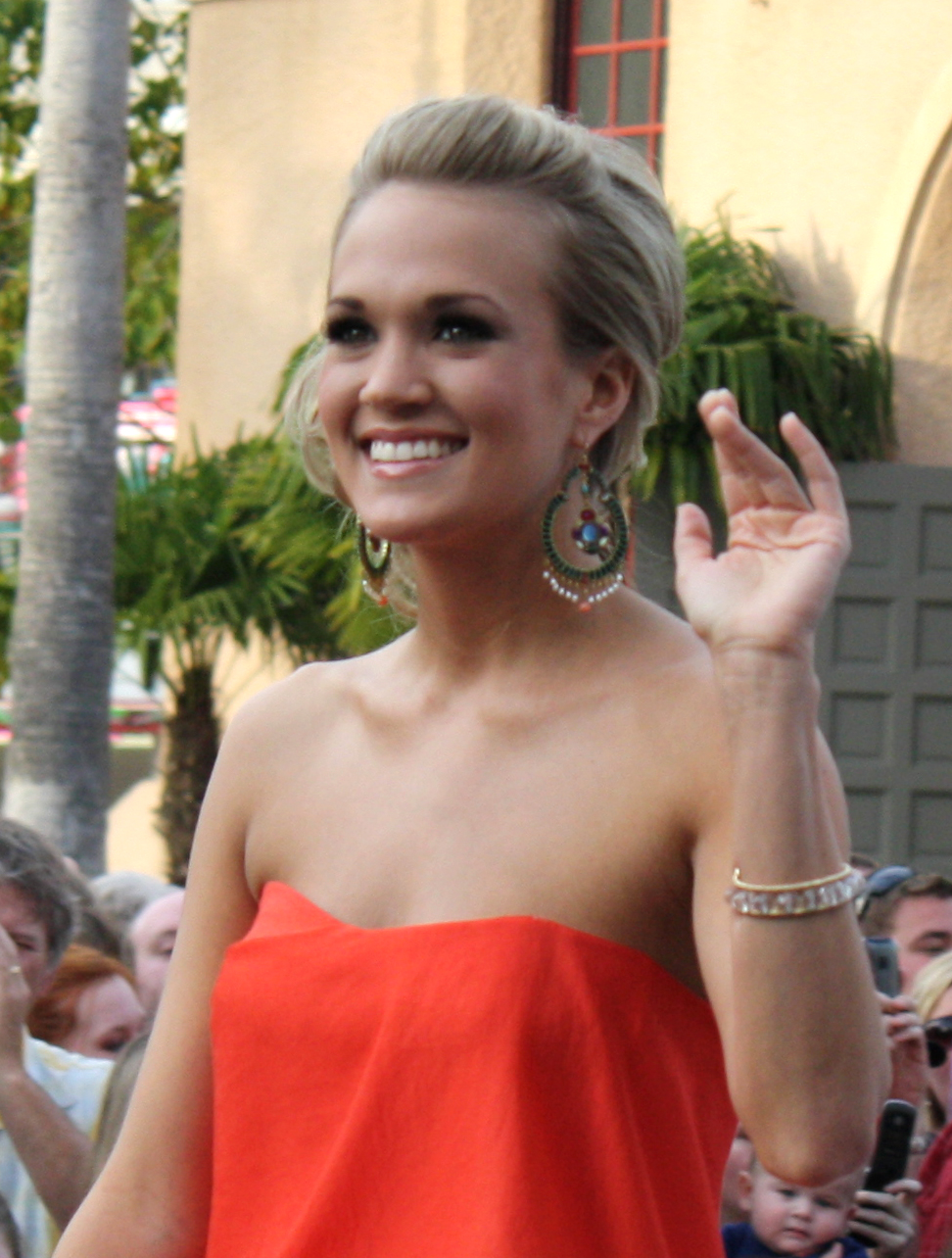
Carrie Underwood – zwycięzca czwartego sezonu

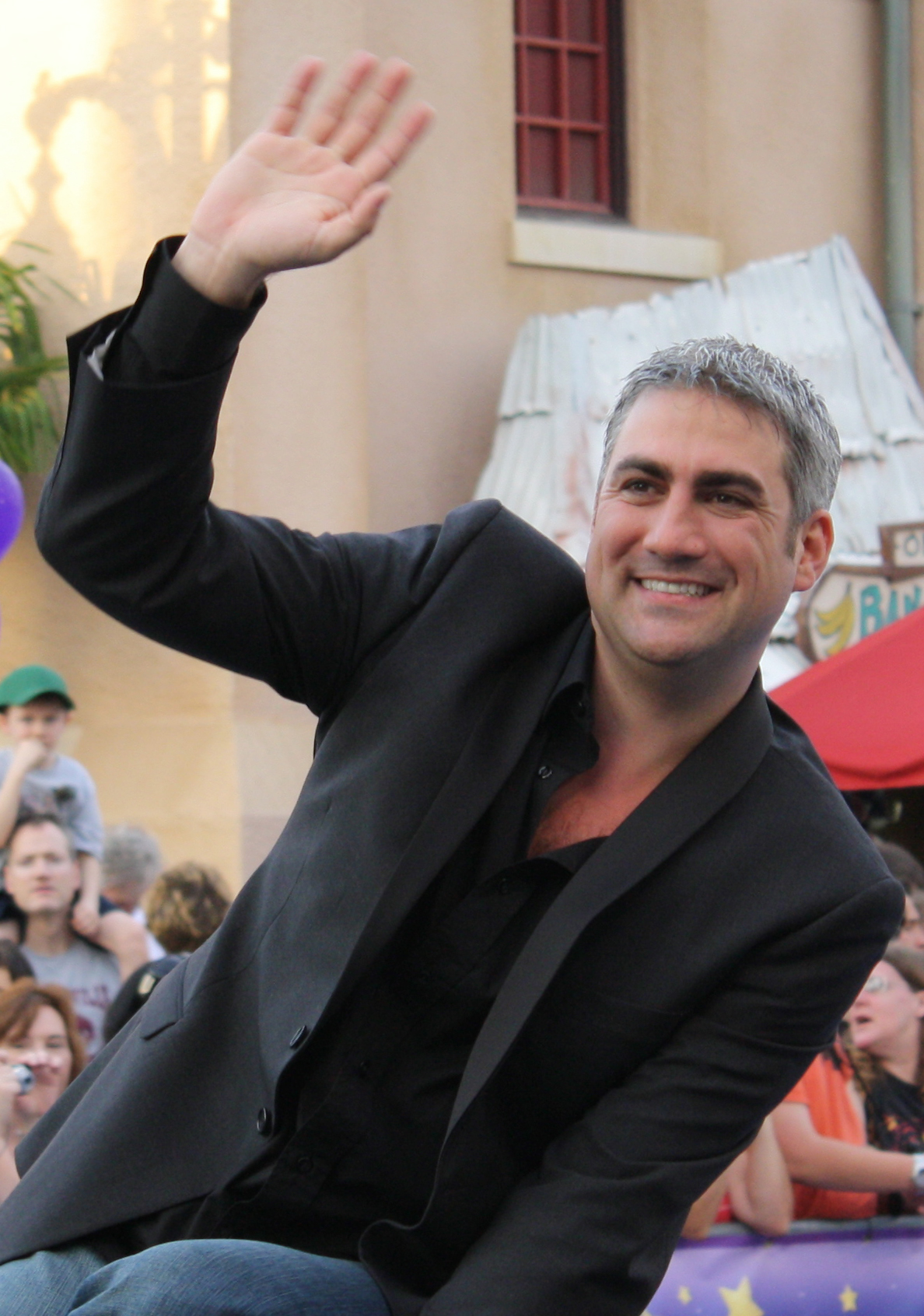
Taylor Hicks – zwycięzca piątego sezonu

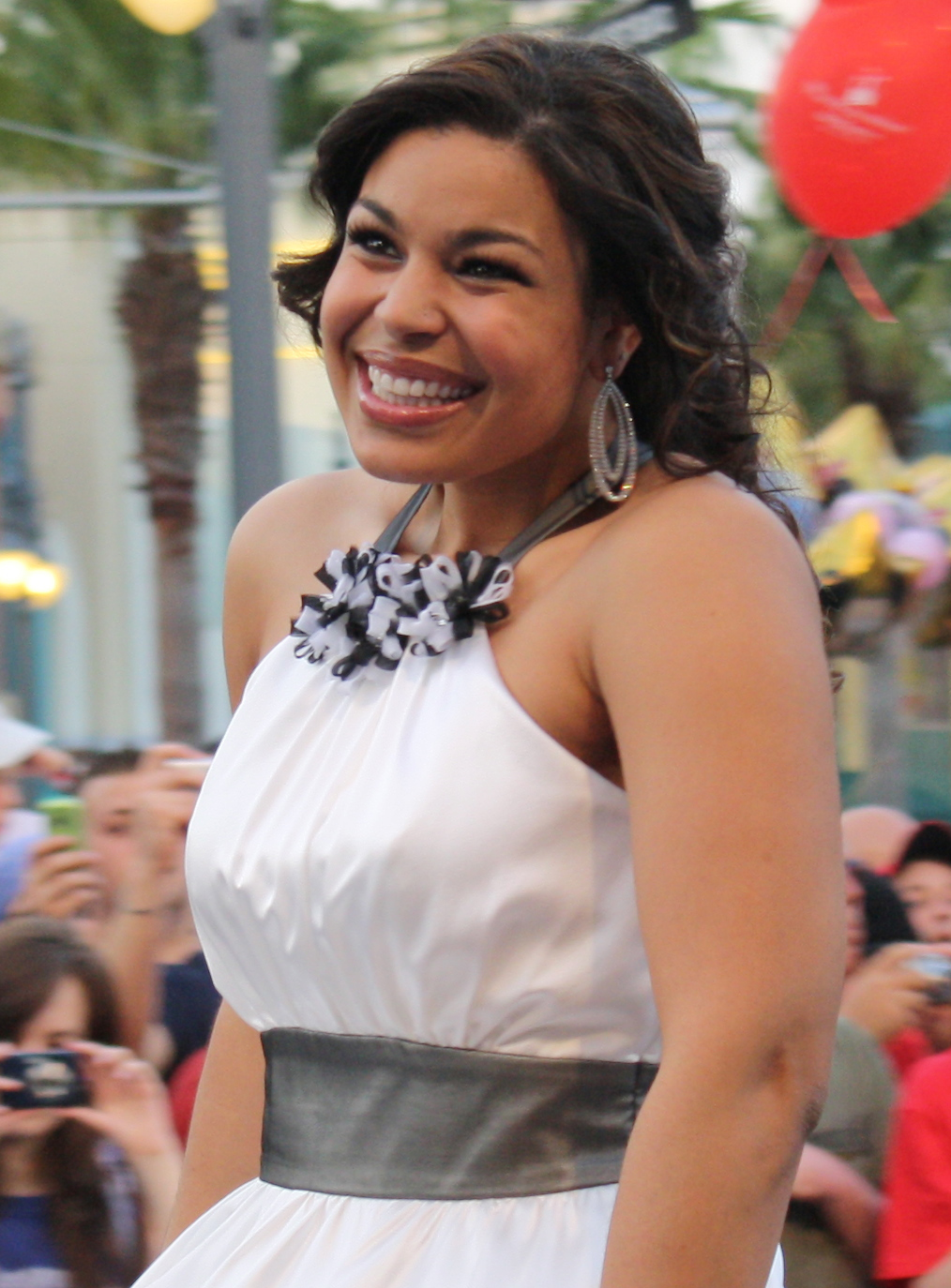
Jordin Sparks – zwycięzca szóstego sezonu

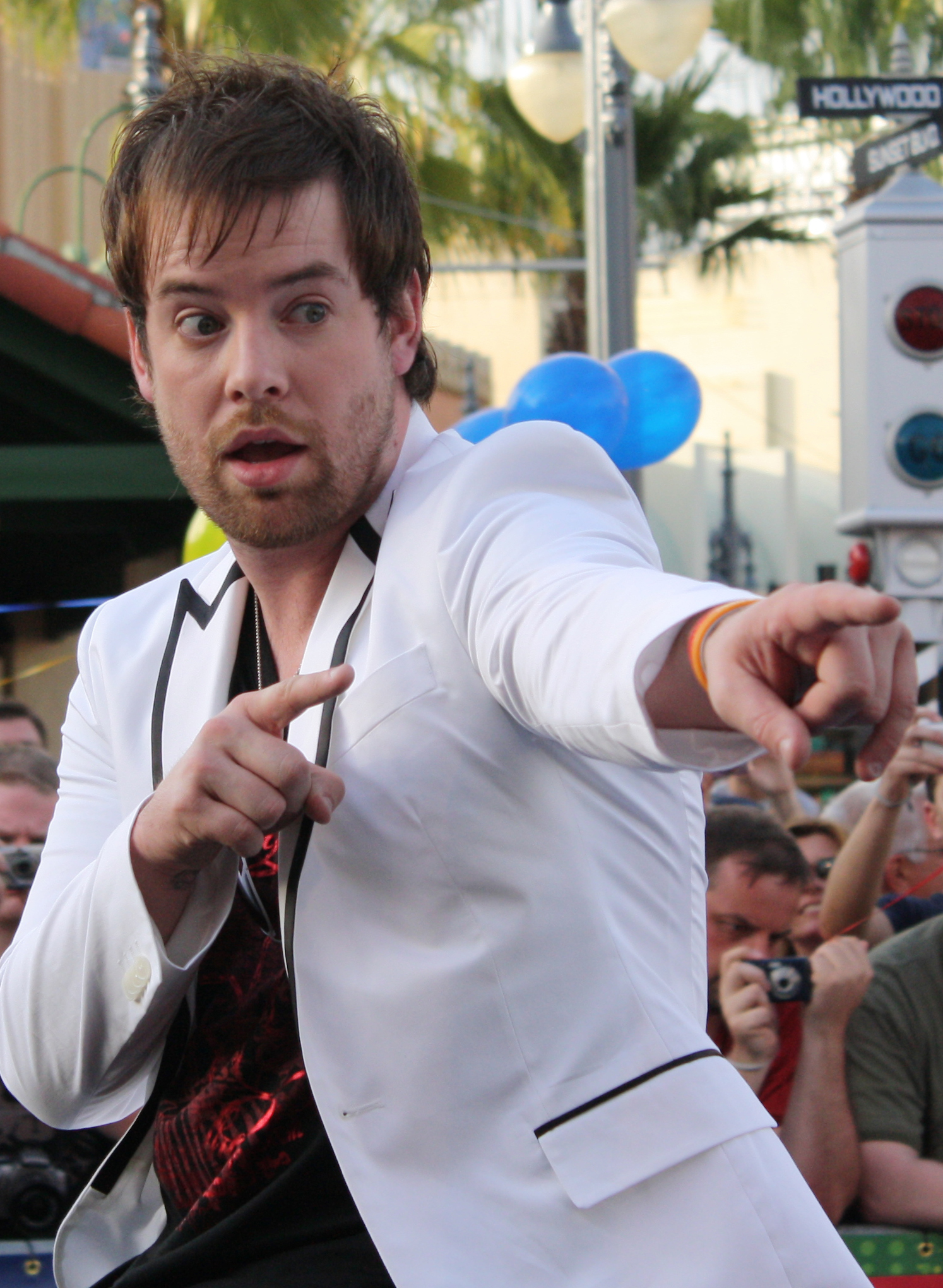
David Cook – zwycięzca siódmego sezonu

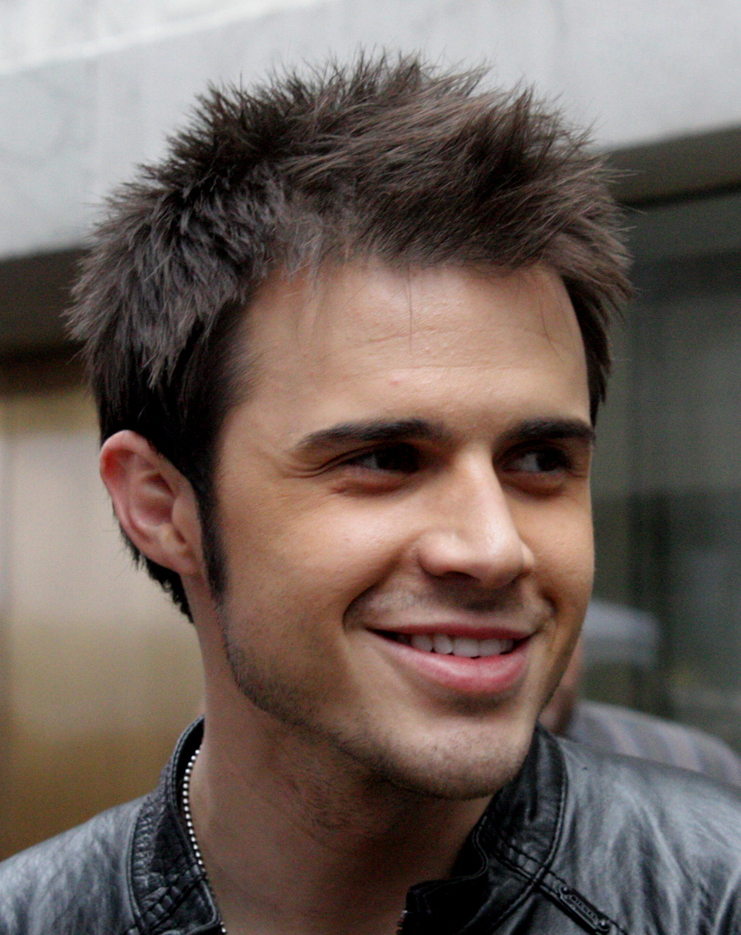
Kris Allen – zwycięzca ósmego sezonu

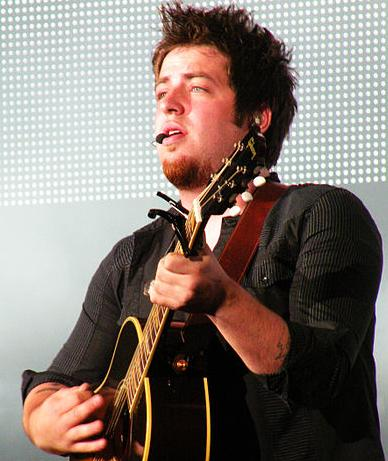
Lee DeWyze – zwycięzca dziewiątego sezonu

American Idol to amerykański talent show, którego pierwszy sezon został wyemitowany w 2002 roku. Do czerwca 2010 wyemitowanych zostało dziewięć sezonów. Podczas każdego sezonu w finałowych rundach występuje 12 piosenkarzy, poza pierwszym sezonem, gdzie występowało 10 oraz sezonem ósmym, gdzie było ich 13. 188 osób dotarło do finałów. Zasady show pozwalają na udział osobom z przedziału wiekowego 16-29 lat. Z listy 95 uczestników, 21 jeden osób miało poniżej 20 lat, włączając dwóch zwycięzców i dwóch runner-up. Zwyciężczyni pierwszego sezonu Kelly Clarkson obecnie sprzedała najwięcej albumów na świecie spośród finalistów, ponad 25 mln kopii. Natomiast zwyciężczyni czwartego sezonu Carrie Underwood obecnie sprzedała najwięcej albumów w Stanach Zjednoczonych spośród wszystkich finalistów, ponad 11 mln kopii.
W pierwszym sezonie, Jim Verraros, jedyny uczestnik będący gejem, został poinformowany przez FOX, że musi usunąć wszystkie wzmianki o swoim homoseksualizmie ze swojego bloga, ponieważ producenci myśleli, że chce on w ten sposób uzyskać większą ilość głosów. Podczas drugiego sezonu finalista Corey Clarks został zdyskwalifikowany z powodu kłopotów z prawem. Podczas piątego sezonu głosujący twierdzili, że chcąc głosować na Chrisa Daughtry, przez pierwsze pięć minut ich głosy były przekierowywane na linię Katharine McPhee. Głosujący twierdzili także, że na koniec rozmowy słyszeli nagrany głos uczestniczki z podziękowaniami zamiast głosu Chrisa. Podczas siódmego sezonu ujawniono, że Clary Smithson miał już podpisany kontrakt z wytwórnią MCA Records. Dziennikarze sugerowali, że MCA Records wydało ponad 2 mln dolarów na promocję wcześniejszego albumu Smithson, który wydała pod pseudonimem Carly Hennessy. Sprzedaż albumu wynosiła mniej niż 400 sztuk. Uczestniczka pozostała w programie i zajęła szóste miejsce.

## Uczestnicy
| Nazwisko i imię      | Wiek | Miasto                           | Sezon | Miejsce   |
| -------------------- | ---- | -------------------------------- | ----- | --------- |
| EJay Day             | 20   | Lawrenceville, Georgia           | 1     | 9-10      |
| Jim Verraros         | 19   | Chicago, Illinois                | 1     | 9-10      |
| A.J. Gil             | 17   | San Diego, Kalifornia            | 1     | 8         |
| Ryan Starr           | 19   | Sunland, Los Angeles, Kalifornia | 1     | 7         |
| Christina Christian  | 21   | Brooklyn, Nowy Jork              | 1     | 6         |
| R.J. Helton          | 21   | Cumming, Georgia                 | 1     | 5         |
| Tamyra Gray          | 23   | Takoma Park, Maryland            | 1     | 4         |
| Nikki McKibbin       | 23   | Grand Prairie, Teksas            | 1     | 3         |
| Justin Guarini       | 23   | Doylestown, Pensylwania          | 1     | Runner-up |
| Kelly Clarkson       | 20   | Burleson, Teksas                 | 1     | Zwycięzca |
| Vanessa Olivarez     | 22   | Atlanta, Georgia                 | 2     | 12        |
| Charles Grigsby      | 24   | Oberlin, Ohio                    | 2     | 11        |
| Julia DeMato         | 24   | Brookfield, Connecticut          | 2     | 10        |
| Corey Clark          | 22   | Nashville, Tennessee             | 2     | 9         |
| Rickey Smith         | 23   | Keene, Teksas                    | 2     | 8         |
| Kimberly Caldwell    | 21   | Katy, Teksas                     | 2     | 7         |
| Carmen Rasmusen      | 18   | Bountiful, Utah                  | 2     | 6         |
| Trenyce              | 23   | Memphis, Tennessee               | 2     | 5         |
| Josh Gracin          | 22   | Oceanside, Kalifornia            | 2     | 4         |
| Kimberley Locke      | 25   | Nashville, Tennessee             | 2     | 3         |
| Clay Aiken           | 24   | Raleigh, Karolina Północna       | 2     | Runner-up |
| Ruben Studdard       | 25   | Birmingham, Alabama              | 2     | Zwycięzca |
| Leah LaBelle         | 17   | Seattle, Waszyngton              | 3     | 12        |
| Matthew Rogers       | 25   | Rancho Cucamonga, Kalifornia     | 3     | 11        |
| Amy Adams            | 24   | Bakersfield, Kalifornia          | 3     | 10        |
| Camile Velasco       | 18   | Haʻikū-Paʻuwela, Hawaje          | 3     | 9         |
| Jon Peter Lewis      | 24   | Rexburg, Idaho                   | 3     | 8         |
| Jennifer Hudson      | 22   | Chicago, Illinois                | 3     | 7         |
| John Stevens         | 16   | East Amherst, Nowy Jork          | 3     | 6         |
| George Huff          | 22   | Nowy Orlean, Luizjana            | 3     | 5         |
| LaToya London        | 25   | Oakland, Kalifornia              | 3     | 4         |
| Jasmine Trias        | 17   | Mililani, Hawaje                 | 3     | 3         |
| Diana DeGarmo        | 16   | Snellville, Georgia              | 3     | Runner-up |
| Fantasia Barrino     | 19   | High Point, Karolina Północna    | 3     | Zwycięzca |
| Lindsey Cardinale    | 20   | Ponchatoula, Luizjana            | 4     | 12        |
| Mikalah Gordon       | 17   | Las Vegas, Nevada                | 4     | 11th      |
| Jessica Sierra       | 19   | Tampa Bay, Floryda               | 4     | 10        |
| Nikko Smith          | 22   | Town & Country, Missouri         | 4     | 9         |
| Nadia Turner         | 28   | Miami, Floryda                   | 4     | 8         |
| Anwar Robinson       | 25   | East Orange, New Jersey          | 4     | 7         |
| Constantine Maroulis | 29   | Nowy Jork, Nowy Jork             | 4     | 6         |
| Scott Savol          | 28   | Shaker Heights, Ohio             | 4     | 5         |
| Anthony Fedorov      | 19   | Trevose, Pensylwania             | 4     | 4         |
| Vonzell Solomon      | 21   | Fort Myers, Floryda              | 4     | 3         |
| Bo Bice              | 29   | Helena, Alabama                  | 4     | Runner-up |
| Carrie Underwood     | 21   | Checotah, Oklahoma               | 4     | Zwycięzca |
| Melissa McGhee       | 21   | Tampa, Floryda                   | 5     | 12        |
| Kevin Covais         | 16   | Levittown, Nowy Jork             | 5     | 11        |
| Lisa Tucker          | 16   | Anaheim, Kalifornia              | 5     | 10        |
| Mandisa              | 29   | Antioch, Tennessee               | 5     | 9         |
| Bucky Covington      | 28   | Rockingham, Karolina Północna    | 5     | 8         |
| Ace Young            | 25   | Denver, Kolorado                 | 5     | 7         |
| Kellie Pickler       | 19   | Albemarle, Karolina Północna     | 5     | 6         |
| Paris Bennett        | 17   | Fayetteville, Georgia            | 5     | 5         |
| Chris Daughtry       | 26   | McLeansville, Karolina Północna  | 5     | 4         |
| Elliott Yamin        | 27   | Richmond, Wirginia               | 5     | 3         |
| Katharine McPhee     | 21   | Los Angeles, Kalifornia          | 5     | Runner-up |
| Taylor Hicks         | 29   | Birmingham, Alabama              | 5     | Zwycięzca |
| Brandon Rogers       | 28   | North Hollywood, Kalifornia      | 6     | 12        |
| Stephanie Edwards    | 19   | Savannah, Georgia                | 6     | 11        |
| Chris Sligh          | 28   | Greenville, Karolina Południowa  | 6     | 10        |
| Gina Glocksen        | 22   | Naperville, Illinois             | 6     | 9         |
| Haley Scarnato       | 24   | San Antonio, Teksas              | 6     | 8         |
| Sanjaya Malakar      | 17   | Federal Way, Waszyngton          | 6     | 7         |
| Phil Stacey          | 29   | Jacksonville, Floryda            | 6     | 5-6       |
| Chris Richardson     | 22   | Chesapeake, Wirginia             | 6     | 5-6       |
| LaKisha Jones        | 27   | Fort Meade, Maryland             | 6     | 4         |
| Melinda Doolittle    | 29   | Brentwood, Tennessee             | 6     | 3         |
| Blake Lewis          | 25   | Bothell, Waszyngton              | 6     | Runner-up |
| Jordin Sparks        | 17   | Glendale, Arizona                | 6     | Zwycięzca |
| David Hernandez      | 24   | Glendale, Arizona                | 7     | 12        |
| Amanda Overmyer      | 23   | Mulberry, Indiana                | 7     | 11        |
| Chikezie             | 22   | Inglewood, Kalifornia            | 7     | 10        |
| Ramiele Malubay      | 20   | Miramar, Floryda                 | 7     | 9         |
| Michael Johns        | 29   | Buckhead, Georgia                | 7     | 8         |
| Kristy Lee Cook      | 24   | Selma, Oregon                    | 7     | 7         |
| Carly Smithson       | 24   | San Diego, California            | 7     | 6         |
| Brooke White         | 24   | Mesa, Arizona                    | 7     | 5         |
| Jason Castro         | 20   | Rockwall, Teksas                 | 7     | 4         |
| Syesha Mercado       | 21   | Sarasota, Florida                | 7     | 3         |
| David Archuleta      | 17   | Murray, Utah                     | 7     | Runner-up |
| David Cook           | 25   | Blue Springs, Missouri           | 7     | Zwycięzca |
| Jasmine Murray       | 16   | Starkville, Mississippi          | 8     | 12-13     |
| Jorge Núñez          | 21   | Carolina, Portoryko              | 8     | 12-13     |
| Alexis Grace         | 21   | Memphis, Tennessee               | 8     | 11        |
| Michael Sarver       | 27   | Jasper, Teksas                   | 8     | 10        |
| Megan Joy            | 22   | Sandy, Utah                      | 8     | 9         |
| Scott MacIntyre      | 23   | Scottsdale, Arizona              | 8     | 8         |
| Lil Rounds           | 23   | Memphis, Tennessee               | 8     | 6-7       |
| Anoop Desai          | 21   | Chapel Hill, Karolina Północna   | 8     | 6-7       |
| Matt Giraud          | 23   | Kalamazoo, Michigan              | 8     | 5         |
| Allison Iraheta      | 16   | Los Angeles, Kalifornia          | 8     | 4         |
| Danny Gokey          | 28   | Milwaukee, Wisconsin             | 8     | 3         |
| Adam Lambert         | 26   | San Diego, Kalifornia            | 8     | Runner-up |
| Kris Allen           | 23   | Conway, Arkansas                 | 8     | Zwycięzca |
| Lacey Brown          | 24   | Amarillo, Teksas                 | 9     | 12        |
| Paige Miles          | 24   | Naples, Floryda                  | 9     | 11        |
| Didi Benami          | 23   | Hollywood, Kalifornia            | 9     | 10        |
| Andrew Garcia        | 24   | Moreno Valley, Kalifornia        | 9     | 8-9       |
| Katie Stevens        | 17   | Middlebury, Connecticut          | 9     | 8-9       |
| Tim Urban            | 20   | Duncanville, Teksas              | 9     | 7         |
| Siobhan Magnus       | 19   | Cape Cod, Massachusetts          | 9     | 6         |
| Aaron Kelly          | 16   | Sonestown, Pensylwania           | 9     | 5         |
| Michael Lynche       | 26   | St. Petersburg, Floryda          | 9     | 4         |
| Casey James          | 27   | Fort Worth, Teksas               | 9     | 3         |
| Crystal Bowersox     | 23   | Elliston, Ohio                   | 9     | Runner-up |
| Lee DeWyze           | 23   | Mount Prospect, Illinois         | 9     | Zwycięzca |